# ドイツ革命
ドイツ革命（ドイツかくめい、独: Novemberrevolution）は、第一次世界大戦末期に、1918年11月3日のキール軍港の水兵の反乱に端を発した大衆的蜂起と、その帰結としてドイツ皇帝ヴィルヘルム2世が廃位され、帝政ドイツが打倒された革命である。ドイツでは11月革命とも言う。
これにより、第一次世界大戦は終結し、ドイツでは議会制民主主義を旨とするヴァイマル共和国が樹立された。また、革命の指導者のクルト・アイスナー、ローザ・ルクセンブルク、エルンスト・トラー、オイゲン・レヴィーネ、 カール・リープクネヒトらがユダヤ人であったことから、ドイツ革命に反発した民族主義の右翼は、共産主義者とユダヤ人による「背後の一突き」でドイツを敗北へと導いたとする見方を広め、革命後のドイツでは反ユダヤ主義が高まっていった。

## 休戦交渉と皇帝退位問題
ドイツ参謀本部が戦争の短期終結を目指して立案したシュリーフェン・プランは、フランス軍との戦線全域に渡って泥沼の塹壕戦に陥ったことで挫折した。国内で独裁的地位を固めた軍部は、この膠着状態を破り、継戦能力を維持するために、あらゆる人員、物資を戦争遂行に動員する体制、エーリヒ・ルーデンドルフ参謀次長の提唱した、いわゆる「総力戦」体制の確立に突き進んだ。これは一方では、戦争による経済活動の停滞と相まって、国民に多大な窮乏と辛苦を強いることとなり、戦局の悪化とともに軍部への反発や戦争に反対する気運の高まりを招き、平和とパンをもとめるデモや暴動が頻発した。
第1次世界大戦中、ドイツの食糧事情は悪いことが多く、特に1916年から1917年にかけての冬はそれが深刻だった。社会の下層階級ではじゃがいもではなくかぶらが主食になる有様で、そのため「かぶらの冬」と呼ばれた。この時期の配給された食料は、必要カロリー数の半分から3分の1にしか達しないという悲惨さだった。当然のこととして、デモ・暴動・ストライキ・職場放棄が大規模に発生した。また、第1次大戦期間中のドイツの慢性的な食糧不足は、社会的弱者を直撃した。あまり注目されることはないため言及されることは少ないが、この当時、ドイツでは公立病院において精神病患者が約7万人餓死している。この7万人という数字は、1939年以降に実施されたナチス・ドイツにおける強制安楽死計画 (T4作戦) での死者数のうちの精神病患者の殺害者数にほぼ匹敵するが、ほとんど顧られていない。
1917年3月12日に勃発したロシア革命とその成功はドイツの労働者を刺激し、1918年1月には全国規模の大衆的なストライキが行われた。また一時ドイツと連合国の仲介役に当たっていたアメリカのウッドロウ・ウィルソン大統領の「十四か条の平和原則」に代表される公正な講和のアピールは、政治家にも和平への道を選択させることとなった。
ドイツ国内では反戦運動も活発化した。国内では1918年初頭から反戦運動や労働者による反戦ストライキが激化、参加者は全国で100万人以上にも上った。国軍や政府は反戦ストライキに対して強硬姿勢で臨み、指導者の逮捕、ストライキ参加者の大量徴兵、工場の軍管理化、戒厳状態の強化などを実施し、反戦派は大打撃を受けた。同時に、政府は強硬姿勢以外に採り得る選択肢がなくなり、西部戦線での勝利後有利な条件での講和を目指す以外なくなった。
1918年3月21日、ドイツ軍は76個師団、砲6600門、飛行機1000機という大部隊を使って西部戦線で大攻勢を始めた。5月にはマルヌ川を越え、一時はパリ目前まで迫ったがドイツ軍の損害も大きく、連合国が補給を十分にできた一方、ドイツ軍は補給が間に合わず次第に劣勢になっていった。
政府のキュールマン外相は、軍事的解決だけでは戦争終結は無理であり、外交交渉も必要であると議会で力説したが、陸軍最高司令部 (OHL) や保守派の面々は一時的な軍事的戦果に幻惑され、キュールマンを辞任に追い込み、更に西部戦線の大攻勢は7月まで続けられた。7月末から連合軍の反撃が始まり、8月8日の戦闘ではドイツ兵の5万人以上が捕虜になる大敗北を喫した。ルーデンドルフに「ドイツ陸軍の暗黒の木曜日」と言わしめるほどの大敗北で、以後ドイツ軍の退却、大量の捕虜・兵士の投降が常態化した。厭戦による士気の低下も深刻で、補充部隊が前線行きを拒否して暴動を起こしたり、休暇の後、部隊に戻らなかったり、兵役逃れをする兵士が続出、戦争末期にはこういった兵士が100万人近くにのぼった。また、ドイツ国内でも食糧不足が深刻化したままだった。
しかし、このような明らかな劣勢の中にあってもなおルーデンドルフは強気で、政府に対して軍事情勢を正しく伝えず、勝利の一撃ののちの和平交渉を主張して譲らなかった。OHLは戦局の悪化を正しく政府に伝えなかったので、いきおい政府における講和派の活動は停滞気味にならざるをえず、本格的に講和へ突き進むというよりもむしろ、単純に国内改革要求や政府批判のレベルにとどまっていた。
その状況も9月になって一変する。9月28日、ルーデンドルフは突如として、現政府の更迭と議会多数派による新政権の樹立、ウィルソンの14か条に基づく講和の実現をせまった。背景には、ドイツの敗北が決定的となったことで、9月14日に同盟国のオーストリア＝ハンガリー帝国が講和交渉を用意していると発表したことや、同じく同盟国のブルガリアも同月25日に連合国に対して休戦を申し出たなど、同盟関係が崩壊したことにあった。
9月29日の御前会議で、ルーデンドルフの提案が承認され、首相のゲオルク・フォン・ヘルトリングも辞任に同意、後任に自由主義者と言われていたバーデン辺境伯マックス・フォン・バーデン大公子が宰相にあてられることになった。当初は消極的だった社会民主党（SPD）もエーベルトの説得で政府への参加に同意したことで、議会多数派3党（ドイツ社会民主党・中央党・ドイツ民主党）による政府が作られる見通しになった。OHL代表はようやく10月2日になって初めて、ドイツの本当の戦局を各党の代表に伝えた。これまでOHLは正しい戦況を議会に告げていなかったので、ドイツの敗戦という予期せぬ状況の中で新政府は講和と国内改革を実行しなければならない羽目に陥った。
10月3日、マックスを首班とする三党政府が成立し、戦時中の軍部独裁が終わった。OHLは、マックスの反対を押し切って、政府の成立後ただちにウィルソン大統領への交渉依頼の通牒を発した。しかし、ドイツ政府の停戦交渉は、敗戦を予期していなかったドイツ国民との溝を深めた。
マックス宰相は連合国との講和交渉を開始し、10月23日にアメリカ合衆国大統領ウッドロウ・ウィルソンは十四カ条の平和原則に基づく講和の条件として、ドイツ帝国における軍国主義と王朝的専制主義の除去を要求した。独立社会民主党らは皇帝ヴィルヘルム2世の退位を要求し、講和運動が広範囲に行われるようになった。これに反発したルーデンドルフが交渉継続に反対して戦争継続を主張するという事態が起きたが、マックス大公子は皇帝ヴィルヘルム2世に迫ってルーデンドルフを解任、後任にヴィルヘルム・グレーナーが就任した。
その後憲法改正による議院内閣制や普通選挙などの導入が行われたが、アメリカ側が皇帝の退位を求めているという情報がチューリヒ在住のアメリカ領事からもたらされた。ウィルソン自身は皇帝の退位を求めたことはなく、また想定もしていなかったが、10月25日頃からは皇帝の退位問題が講和の前提として公然に語られるようになった。この情勢の動きを見てマックス大公子の政府も皇帝退位の方針を固めつつあったが、ヴィルヘルム2世とその周辺はあくまで退位に反対した。10月29日に皇帝は不穏なベルリンを離れて大本営のあるスパに向かい、後を追ってきたマックス大公子の退位要請も拒絶した。

## キールの反乱とレーテ蜂起

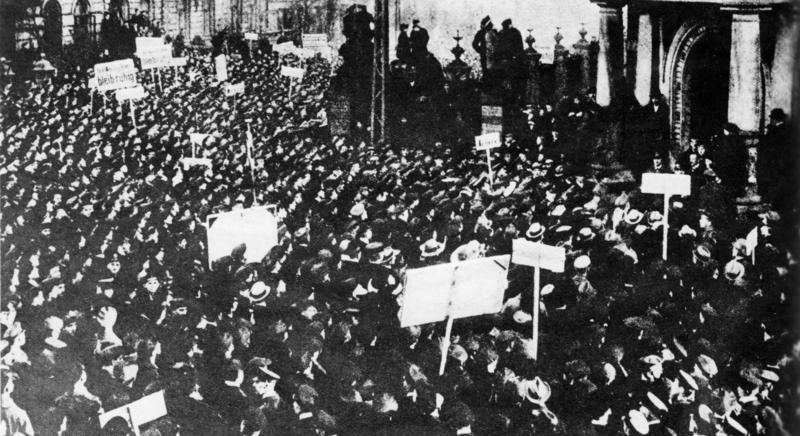
キールでの労働者の蜂起(1918年11月4日)

1918年10月末、休戦交渉に反対するドイツ海軍首脳部は、イギリス艦隊に決戦を挑もうとヴィルヘルムスハーフェン港の大洋艦隊主力の出撃を命じた。しかし、10月29日、命令の有効性に疑惑を持った水兵達約1000人が出撃命令を拒絶し、命令不服従によって反抗した。この出撃は自殺的で無謀な作戦であったとされるが、実態には論評の余地があるとされる。海軍司令部は作戦中止をもたらしたサボタージュの兵士たちを逮捕し、キール軍港に送った。
11月1日、キール軍港に駐屯していた第三戦隊の水兵たちが仲間の釈放を求めたが、司令部は拒絶した。11月3日には水兵・兵士、さらに労働者によるデモが行われた。これを鎮圧しようと官憲が発砲したことで一挙に蜂起へと拡大し、11月4日には労働者・兵士レーテ（評議会、ソビエトのドイツ語訳）が結成され、4万人の水兵・兵士・労働者が市と港湾を制圧し、艦に赤旗を掲げた（キールの反乱）。政府は社会民主党員グスタフ・ノスケを派遣し、蜂起したレーテ水兵らの待遇改善などの要求と交渉して、またノスケを「総督」としたことで、平常化した。蜂起の背景として、ドイツ海軍の将校が貴族・教養市民層出身者で占められているのに対して一般兵員は労働者で占められていたため、社会階層間の政治的対立が反映しやすかったことが指摘されている。
キールの乱は鎮静化したが、こうしてドイツ革命が開始された。この後キールから散った水兵や労働者によって同様の蜂起はたちまち広まり、5日にはリューベック、ブルンスビュッテルコーク、6日にはハンブルク、ブレーメン、ヴィルヘルムスハーフェン、7日にはハノーファー、オルデンブルク、ケルン、8日には西部ドイツすべての都市がレーテの支配下となり、各地で将校が逮捕されて武装解除され、各地の軍当局は兵士評議会・労働者評議会の主権を無抵抗で承認した。
11月7日から始まったバイエルン革命（ミュンヘン革命とも）ではバイエルン王ルートヴィヒ3世が退位し、王制は打倒され、レーテが権力を掌握した。このような大衆的蜂起と労兵レーテの結成は、11月8日までにドイツ北部へ、11月10日までにはほとんどすべての主要都市に波及した。総じてレーテ運動と呼ばれ、ロシア革命時のソビエト（評議会）を模して組織された労兵レーテであるが、ボリシェビキのような前衛党派が革命を指導したわけではなく、多くの労兵レーテの実権は社会民主党が掌握した。

## 共和国宣言

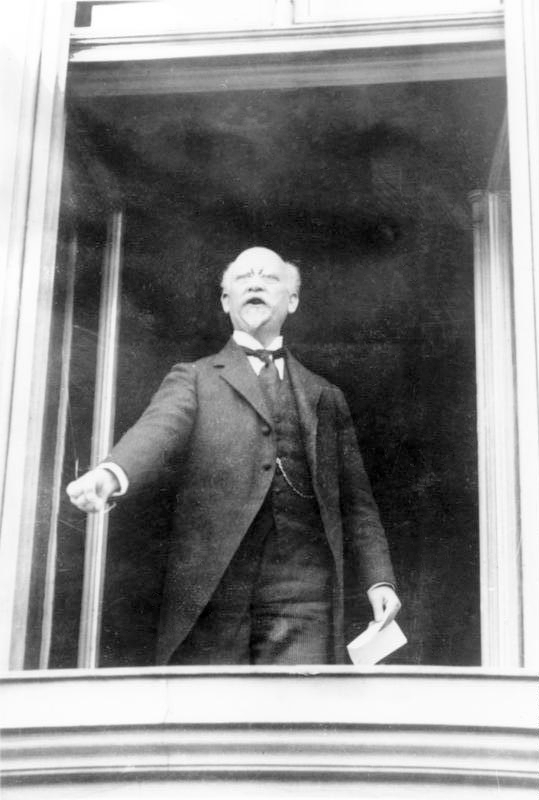
共和政を宣言するシャイデマン

11月9日、首都ベルリンでゼネストが起こった。ベルリンの街区は、平和と自由とパンを求める労働者・市民のデモで埋め尽くされた。これに対してマックス大公子は皇帝の退位を宣言し、政府を社会民主党党首フリードリヒ・エーベルトに委ねた。しかしベルリン各地では複数のレーテが結成され、事態は一向におさまる気配をみせなかった。この時、カール・リープクネヒトが「社会主義共和国」の宣言をしようとしていることが伝えられると、エーベルトとともにいた社会民主党員のフィリップ・シャイデマンは、議事堂の窓から身を乗り出して独断で共和政の樹立を宣言した（ドイツ共和国宣言）。
社会民主党にとってレーテ（評議会）とはボルシェビズムのソビエトであったのでこれを否定したため、独立社会民主党やスパルタクス団などの革命派との抗争となっていく。しかし、ベルリンの兵舎や工場で相次いでレーテが結成されはじめたため、政権の維持を目指したエーベルトは独立社会民主党との連立政府「人民委員政府」の結成に踏み切った。11月10日、社会民主党、独立社会民主党（USPD）、民主党からなる仮政府「人民委員評議会」が樹立された。その日の内にヴィルヘルム2世はオランダに亡命した。一方、ベルリンの労兵レーテは人民委員評議会を承認したものの、独立社会民主党の左派である革命的オプロイテが半数を占める大ベルリン労兵レーテ執行評議会を選出し、ドイツにおける最高権力をゆだねることを宣言し、二重権力状態が生まれた。
11月10日夜、共産主義革命への進展を防ぎ、革命の早期終息を図るエーベルトのもとに、グレーナー参謀次長から電話があり秘密会談がもたれた。その結果として、エーベルトらは革命の急進化を阻止し、議会の下ですみやかに秩序を回復すること、そしてこれらの目的達成のための実働部隊を軍部が提供すること、また軍は、軍の維持と将校の権威の回復など旧来の将校組織を温存するという協定が結ばれ（エーベルト・グレーナー協定）、人民委員評議会政府とドイツ軍の相互依存関係が始まった。エーベルトはまた旧来の官僚組織を温存し、社会民主党員を派遣することで行政機構を維持しようとした。一方、海軍は水兵の反乱で将校の権威が失墜したまま混乱が続き、維持は認められたが革命を制圧する能力はなかった。しかし首都の治安を守るためにクックスハーフェンから呼び寄せた水兵とベルリンの水兵による「人民海兵団」が結成された。しかし海兵団には次第に革命的オプロイテが浸透し、左傾化していくことになる。
11月11日、ドイツ代表のマティアス・エルツベルガー、グレーナーらが連合国との休戦条約に調印し、第一次世界大戦は公式に終結した。

## 模索期
11月15日には、先の政治協定と似た形で、労働組合と大企業の間に「中央労働共同体」協定が結ばれた。（シュティンネス・レギーン協定）労働組合や労働運動の急進化を防ぐために、団結権の承認など資本家側からの譲歩と労使協調を内容としていた。
12月16日、全国労兵レーテ大会では、急進派が、ドイツ帝国軍の解体と「国民軍」の創設を要求したが、エーベルトはこれを無視して、多数派を占める社会民主党員の賛成により翌1919年1月19日の国民議会選挙を決定した。これに反発した独立社会民主党は政府から離脱し、同党左派のスパルタクス団は1918年12月末共産党を結成し、翌1919年1月の選挙ボイコットを決定した。
12月23日、ベルリン王宮を占拠していた人民海兵団を武装解除しようとエーベルトが派遣した部隊との間に戦闘が起きたが、結局は撃退された。これに抗議して独立社会民主党は政府から離脱した（人民海兵団事件）。新政府にはノスケが入閣し、軍事問題を扱うこととなる。
12月30日、ローザ・ルクセンブルクらのスパルタクス団を中心にドイツ共産党（KPD）が結成された。

## ベルリン・スパルタクス団蜂起

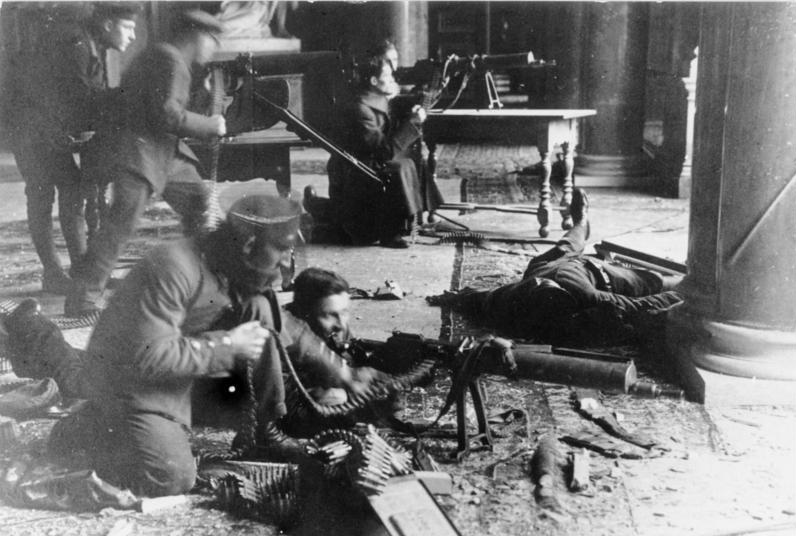
ベルリンで武装抵抗する革命派

1919年1月5日、独立社会民主党員であったベルリンの警視庁長官エミール・アイヒホルン(de)が辞職させられたことをきっかけとして政府に反対する大規模なデモが起き、武装した労働者が主要施設などを占拠した。これに対して独立社会民主党や共産党は無為無策に終始したため、翌日デモは自然解散した。政府は革命派への本格的な武力弾圧を開始し、以降「一月闘争」（スパルタクス団蜂起）と呼ばれる流血の事態が続いた。
1月9日、ノスケの指示によって、旧軍兵士によって編成されたフライコール（ドイツ義勇軍）がベルリンに到着し、スパルタクス団などの革命派と激しい戦闘を展開した（スパルタクスの週）。1月15日までには革命派は鎮圧され、また同日、革命の象徴的指導者であったカール・リープクネヒトとローザ・ルクセンブルクは殺害された。

## 国民議会選挙によるワイマール共和国の成立
1月19日、国民議会選挙が実施され、社会民主党が第一党を獲得した。2月6日、ヴァイマルの地で国民議会が召集された。国家の政体を議会制民主主義共和国とすることが確認され、いわゆる「ワイマール共和国」が誕生した。
1919年2月、ワイマール国民議会で大統領にエーベルト、首相にシャイデマンが選出され、社会民主党、中央党、民主党によるワイマール連合政府が形成された。これら3党は革命以前のマックス・フォン・バーデン政府の支柱であった。後には、当時世界で最も民主的な憲法とされたワイマール憲法が制定された。
スパルタクス団蜂起以後、ワイマール共和国軍(フライコールと国防軍)は、各地に広がった労働者の武装蜂起(レーテ・ストライキ)、3月のベルリンでのゼネスト、5月にミュンヘンのレーテ共和国を鎮圧し、ドイツ革命は終焉を迎えた。

## バイエルン革命

### アイスナー政権

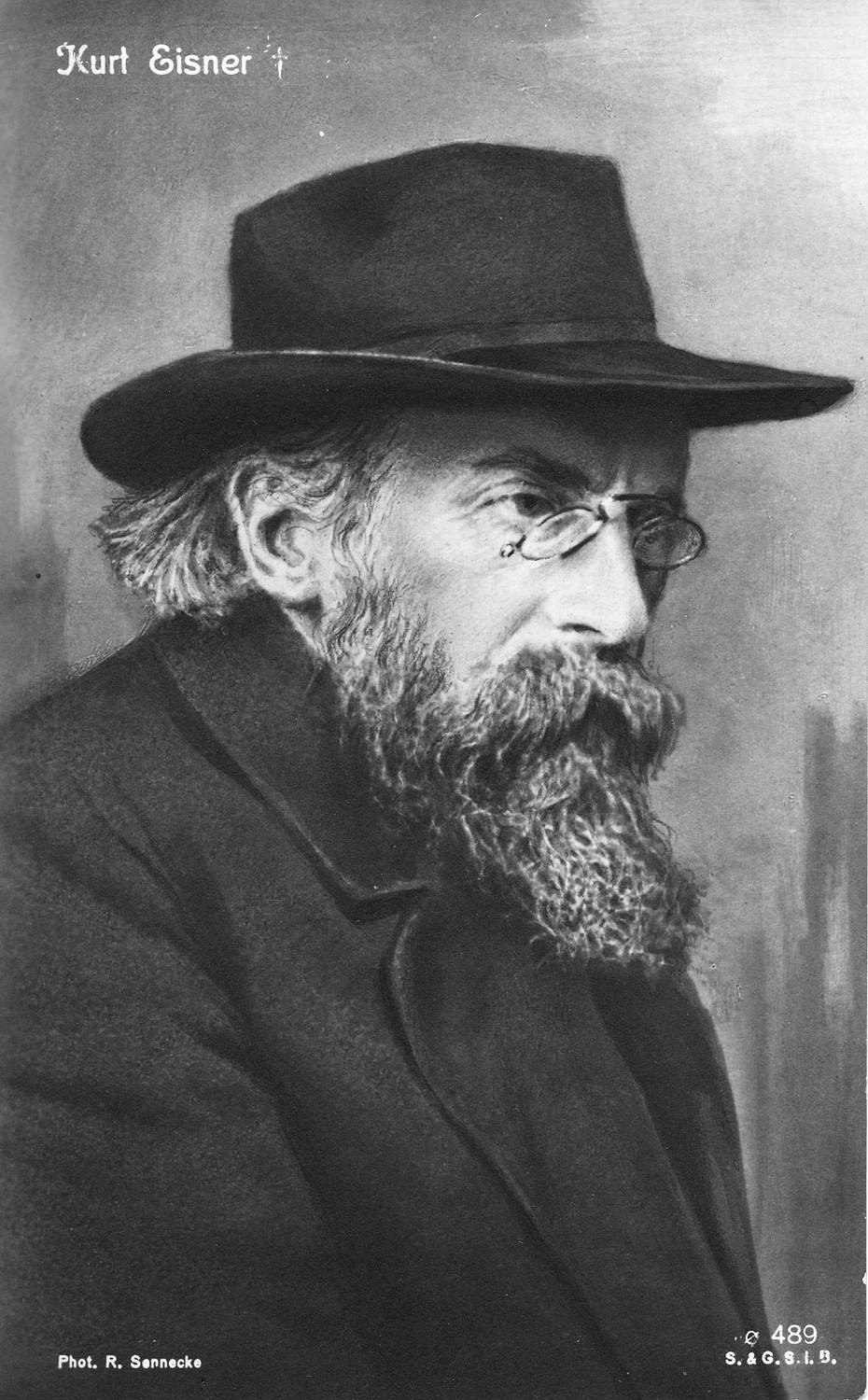
クルト・アイスナー

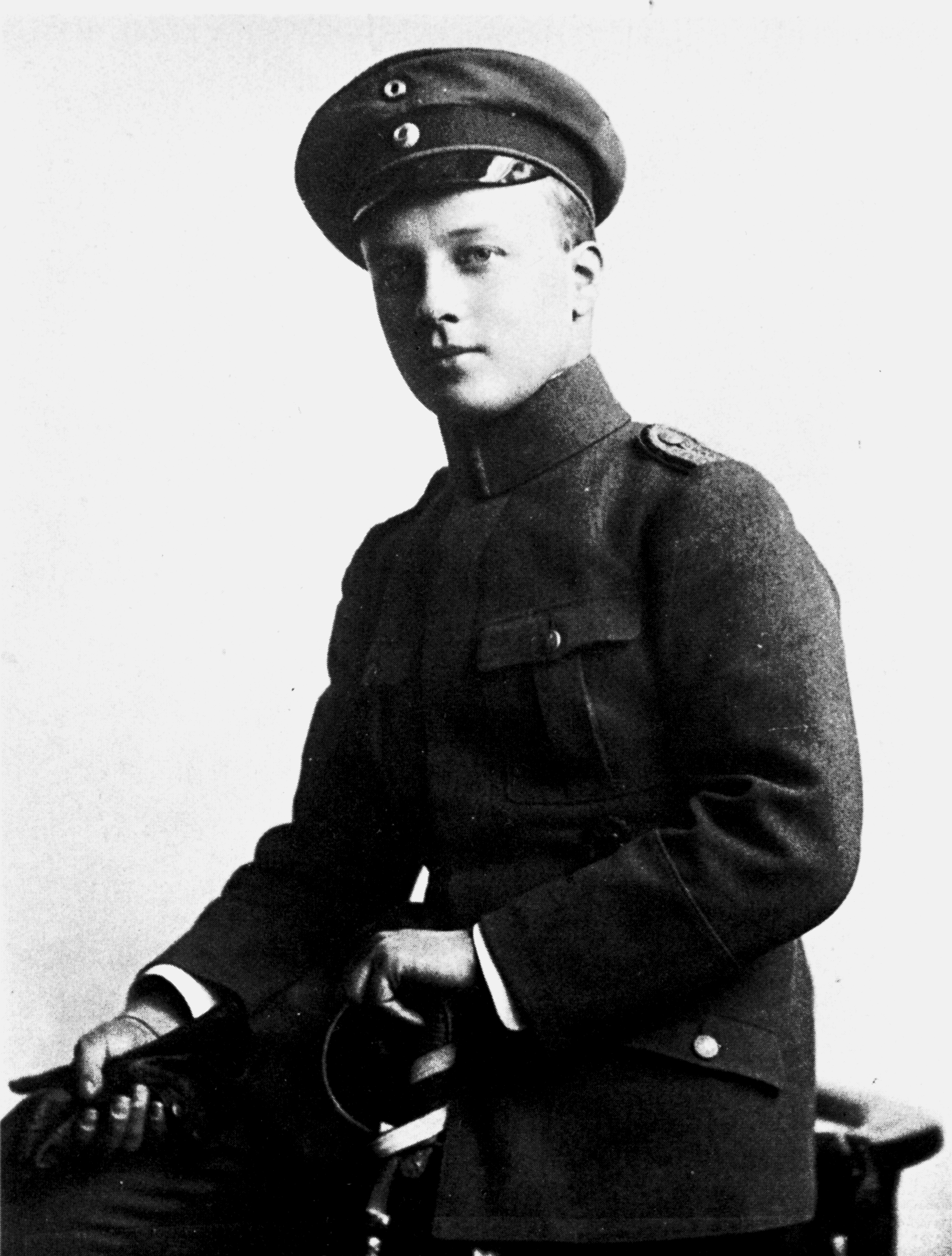
アントン・グラーフ・フォン・アルコ・アオフ・ファーライ伯爵

バイエルン王国では共産主義者がソビエト体制を構築しようとして内戦状態となり、またアイスナー首相はユダヤ人であったので右派の「匕首伝説」の筋書きの通りとなった。1918年11月7日、首都ミュンヘンで独立社会民主党のユダヤ人クルト・アイスナーが共和政府樹立を宣言した。同日、ミュンヘンのデモ隊が軍駐屯地に向かったが、軍は無抵抗であった。軍の支援がなかったドイツの帝政は崩壊した。革命が成立した要因には、戦局の悪化による厭戦感情と、オーストリアの降伏によりバイエルンが戦場となることへの危機感があった。11月7日夜、療養中のバイエルン王ヴィッテルスバッハ家のルートヴィヒ3世一族は逃亡した。
アイスナーはレーテを国制の基礎に置こうとしたが、中産階級をレーテに取り込もうとしたためプロレタリア独裁が実現できないとして共産主義者から「疑似レーテ共和国」と批判された。また、社会民主党などからの議会の設置要求を拒否できず、1月12日に選挙を実施した。その結果、独立社会民主党は180議席中3議席に留まった。さらにアイスナーが世界大戦の端緒となったオーストリアのセルビアへの最後通牒にドイツが共謀していたという公文書を公開すると、国家への背信であるとしてアイスナー暫定首相は1919年2月21日にトゥーレ協会会員のユダヤ系のアルコ・ファーライ伯爵に暗殺された。アイスナー暫定首相の暗殺後、バイエルンは無政府状態となった。

### ランダウアー・トラー政権
共産主義者はこの混乱に乗じて共産主義政権の樹立を目論むが、4月6日に無政府主義者のグスタフ・ランダウアー、独立社会民主党員の劇作家のエルンスト・トラーらが革命を起こした。トラー政権には自由貨幣の提唱者であるシルビオ・ゲゼルが金融担当大臣として入閣していた。文学青年の集まりであった新政権は体制を維持できなかった。

### レヴィーネ政権とミュンヘン内戦
一週間後の4月13日、スパルタクス団創設者の一人であるロシア出身のユダヤ人革命家オイゲン・レヴィーネ率いる共産主義者が革命を起こし、政権を奪取した（バイエルン・レーテ共和国）。レヴィーネは「プロレタリア独裁を打ち立てた」と宣言し、10日間ゼネストを宣言した。
モスクワのボリシェビキ政権はバイエルンの共産主義政権を革命の拠点になりうるとして高く評価した。この間4月16日に当時のヒトラーがレーテ代表代理に選ばれており、フライコールに捕えられてから連隊の告発委員会に参加し、カール・マイヤーによって反ボリシェヴィキ講習のあとドイツ労働者党におくりこまれる。
4月30日、ルイトポルト・ギムナジウムにおいて「赤軍独裁」を宣言した23歳の水兵エグルホーファーが、トゥーレ協会会員を含む人質8人と政府軍兵士2人を拷問の果てに白軍への報復として処刑した。捕虜殺害の報によって反革命軍は奮い立ち、ミュンヘン市街戦が展開して、死者660人に達した。レヴィーネは捕らえられ、7月5日に処刑され、バイエルン革命は終焉した。
1919年5月11日、フォン・メール少将指揮下バイエルン軍第四集団が編成され、バンベルクに避難していたバイエルン政府組織に代わって無政府状態となっていたミュンヘンに軍政を敷いた。

## バイエルン革命期のヒトラー
アドルフ・ヒトラーはドイツ革命について共産主義者とユダヤ人による犯罪と繰り返し述べたが、バイエルン革命期のヒトラーは、兵士評議会が管理する軍に配属されており、この時期の自身の行動について話そうとはしなかった。
1914年、バイエルン王国軍への入隊を志願したヒトラーは第16予備歩兵連隊に配属され、伝令兵として従軍した。1916年ソンムの戦いでヒトラーは左大腿を負傷し、ベーリッツ・サナトリウムに入院したが、療養中にミュンヘンを訪れ、人々の士気の低下や、ユダヤ人事務員が多いことに衝撃を受け、前線ではユダヤ人兵士は少ないとした。大戦末期の1918年10月14日、ヒトラーは敵軍のマスタードガス攻撃を受けてパーゼヴァルク病院に搬送され、そこで敗戦とドイツ革命を知った。
ヒトラーは1918年11月にミュンヘンに戻り、トラウンシュタイン戦争捕虜収容所の看守として配属されたが、収容所を管理していたのも兵士評議会だった。1919年2月には収容所解体にともないミュンヘンに戻り、第二動員解除中隊に配属され、ミュンヘン中央駅警備にあたった。また、所属連隊命により、ヒトラーは2月に左翼兵士・労働者1万人のデモ隊に参加している。
ヒトラーは1919年4月3日付けで所属部隊代表であったという記録が残っており、社会主義政府のプロパガンダ部門に協力した。第二レーテ共和国宣言翌日の4月14日、ミュンヘン兵士評議会は新政府支持を確認するために選挙を行ったが、ヒトラーは大隊副代表に選出された。ただし、この時期のヒトラーについては不明な点が多く、革命の指導者エルンスト・トラーによればヒトラーは当時、社会民主主義者を名乗っており、またヒトラー自身も「誰しも一度は社会民主主義者だったことがある」と1921年に述べたことがあった。
軍政下のミュンヘンで6月にバイエルン軍第四集団のカール・マイヤー大尉が作ったミュンヘン大学での反ボルシェビキ講座に参加したヒトラーはそこで才能を認められた。9月16日、ヒトラーはアドルフ・ゲムリヒへの書簡で、ユダヤとは宗教ではなく人種の問題であり、感情的な反ユダヤ主義はポグロムにとどまるが、理性的な反ユダヤ主義はユダヤ人の権利を体系的に剥奪し、「最終目的はユダヤ人の完全な排除」にあると回答した。9月後半、ヒトラーの弁論の巧みさに強い印象を受けたアントン・ドレクスラーは、ヒトラーをドイツ労働者党に誘い、ヒトラーは入党した。ドイツ労働者党は1919年1月5日、ドレクスラー、ディートリヒ・エッカート、ゴットフリート・フェーダー、カール・ハラーによって結党されていた。

## その後のドイツ社会への影響
| 先の世界大戦後に、カイザーの体制を崩壊させなかったほうが、われわれにとってはよかったと思う。ドイツ人を立憲君主制の方向に指導したほうがずっとよかったのだ。彼らから象徴を奪い去ってしまったがために、ヒトラーのような男をのさばらせる心理的門戸を開いてしまったのであるから。――1945年7月、於ポツダム会談 |

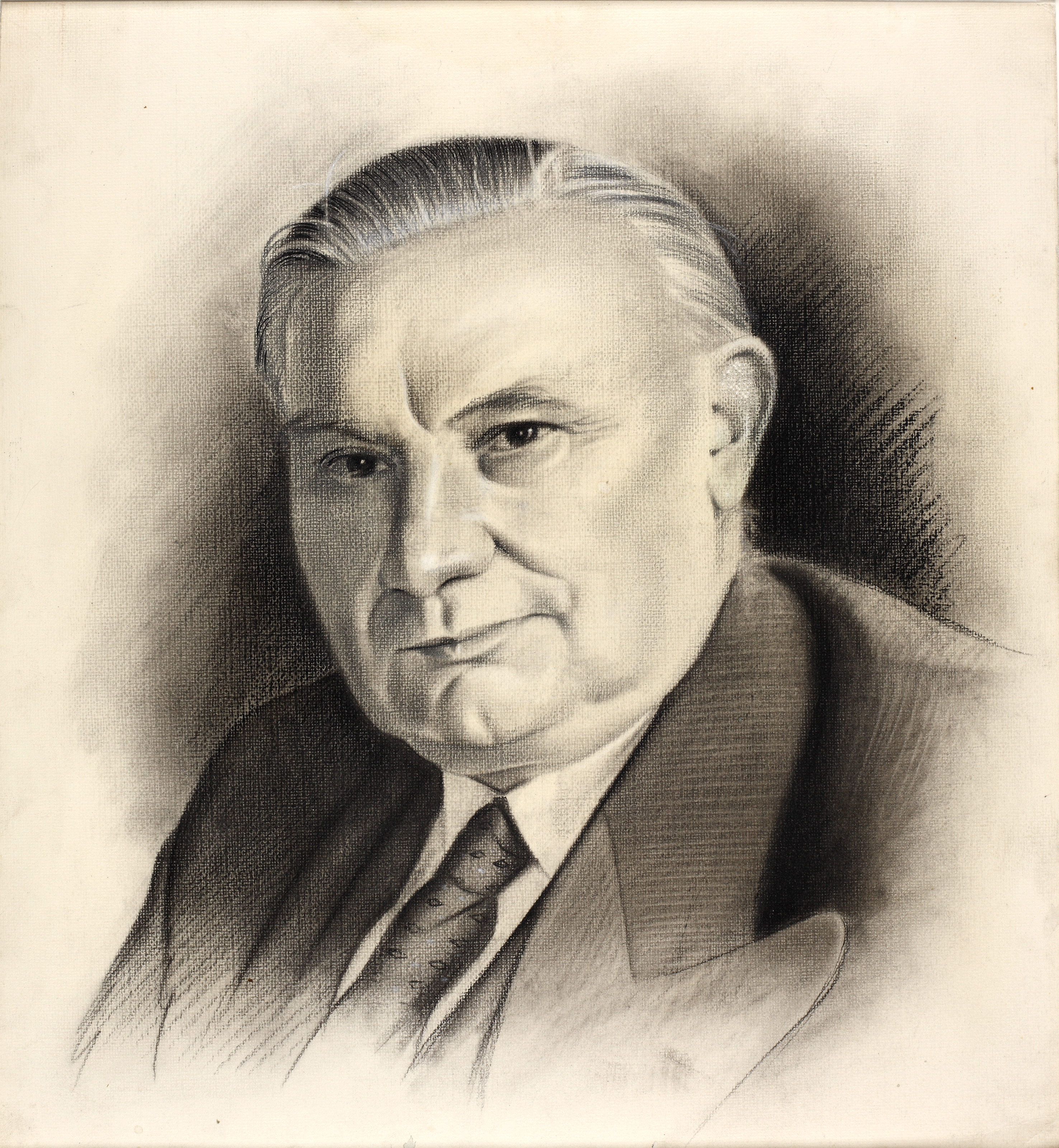
第二次世界大戦末期のイギリス外相アーネスト・ベヴィン

ドイツ革命により帝政が打倒され、共和国が樹立されたが、ドイツを世界大戦に導き、軍国主義を積極的に支えてきた帝国時代の支配層である軍部、独占資本家、ユンカーなどは温存された。彼らの後援による極右勢力、右翼軍人らの共和国転覆の陰謀、クーデターの試みは右から共和国と政府を揺さぶり、一方、極左党派は左から社会民主党の「社会主義と労働者への裏切り」を激しく攻撃した。これら左右からの攻撃がヴァイマル共和国の政治的不安定さの一因となった。
左翼革命に反発した右派は、いわゆる匕首伝説を流布させていった。パウル・フォン・ヒンデンブルクやルーデンドルフが言明し、ヒトラーをはじめとするナチ党などは、第一次世界大戦で依然として戦争遂行の余力があったドイツを、国内の社会主義者、共産主義者、ユダヤ人とそれに支持された政府が裏切り、「勝手に」降伏した、もしくは「背後の一突き」を加えたことによりドイツを敗北へと導いたとするデマゴギーが生まれ、反ユダヤ主義が高まっていった。また、人民委員政府のエーベルトもベルリンの帰還兵を前に「いかなる敵も諸君を打ち破れなかった」としてドイツ軍不敗の神話を演説し、匕首伝説の拡大を支えた。このほか、新しいドイツ・ナショナリズムとしての「保守革命」なども展開した。ヒトラーはドイツ11月革命を「国家と民族への犯罪」として演説で繰り返し、レーテ共和国を持ち出すことは「背後からの一突き」や国際ユダヤ人陰謀論に説得力を持たせることとなった。ハプスブルク家を批判していたヒトラーは後に宮廷勢力に関わらないですむようにしてくれたことだけは革命を起こした社会民主党に感謝すると述べている。
ミュンヘンではレーテ共和国革命とそれに続く内戦は、ソ連等外国の共産党勢力に押しつけられた「恐怖支配」として住民の記憶に残った。さらにドイツ全土でも、バイエルン革命はロシアのボリシェヴィキとユダヤ人がドイツを乗っ取るという見方が広まり、中産階級向けの新聞ミュンヒナー・ノイエステ・ナハリヒテン紙は「ロシア・ボリシェヴィズム工作員」である共産党が「罪のない人々を虐殺した」とし、これは「人道と正義の法に対する罪」であると報じた。共産主義への恐怖は保守的な中産階級と農村部に浸透し、ドイツの人民の間で急進右翼が支持されるようになり、これ以降、バイエルンは反革命の巣窟となった。レーテ共和国崩壊後、40万の兵士を擁するバイエルン住民防衛軍が編成された。バイエルンでの右翼勢力の発展は、ミュンヘンでのナチス結成につながっていった。
1920年3月13日に右派クーデターカップ一揆がベルリンで発生した。これに対抗したルール地方の左派労働者が蜂起した（ルール蜂起）。ルール労働者評議会（レーテ）が結成され、一部がルール赤軍として反乱を起こしたが、3月から4月にかけてヴァイマル共和国軍によって多数の犠牲者を出して鎮圧された。

## 評価
ドイツ革命は、フランス革命より地味で、社会主義者からは「裏切られた革命」と映るが、ローベルト・ゲルヴァルトは著作『史上最大の革命』で、ほぼ無血革命で、極右も極左も民衆の支持を得られずに大統領エーベルトらの現実主義が機能し、家父長的な帝政から女性参政権・検閲廃止・労働者権利拡大などの実現を評価して「史上最大の革命」と評した。

## 関連文献
- 林健太郎『バイエルン革命史 1918-19年』山川出版社、1997年1月。ISBN 978-4-634-64450-2。

## 関連作品
- クラウス・コルドン『ベルリン1919』理論社 2006年 - 小説